# 太郎坊 (静岡県)
太郎坊（たろうぼう）は静岡県御殿場市の富士山中腹の地名。表富士周遊道路（富士山スカイライン）と御殿場口登山道（静岡県道152号富士公園太郎坊線）の分岐付近（標高1,300m）から、さらに御殿場口登山道五合目（標高1,500m）までが太郎坊と呼ばれることが多い。

## 由来
富士山須走口で祀られていた天狗太郎を、明治時代初期ごろに御殿場口で祀るようになり、そのために建てられた建物が太郎坊と呼ばれた。太郎坊は登山やスキーのための基地になっていた。特に富士宮口や富士吉田口の登山道がメジャーになるまでは、この太郎坊が主な登山口であった。スキー場は強雨を伴う春一番のような天候で発生するスラッシュ雪崩によって繰り返し被害を受けたことで現在は閉鎖され、当時のリフトの残骸が一部に残されるのみである。その後、太郎坊が地名化したため、太郎坊の厳密な範囲ははっきりしない。

## 概況
やや張り出した尾根上の地形で、その上を1707年の宝永噴火によるスコリアや火山灰が覆い、背の低い樹木を縫うように御殿場口登山道が走っている。雪崩が起こりやすい場所でもあり、富士山スカイラインから分岐した県道152号線は冬季は閉鎖される。
御殿場市を見下ろす位置であることから、地上波アナログテレビ放送の御殿場中継局が設置されている。雪崩のために中継局が停電になったことがある。
1966年には英国海外航空機が墜落し、現在は慰霊碑が建てられている。
1975年にはリフトを備えた本格的なスキー場である御殿場市営スキー場が開設された。しかし、雪崩被害がたびたび発生したため1990年に廃止された。